# Certificato ariano

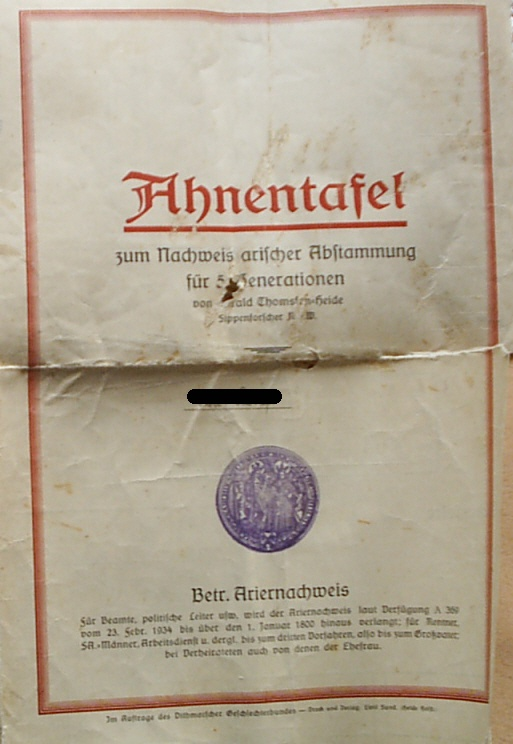
Ahnentafel zum Nachweis arischer Abstammung für fünf Generationen, pubblicato per conto del Dithmarscher Geschlechterbund.

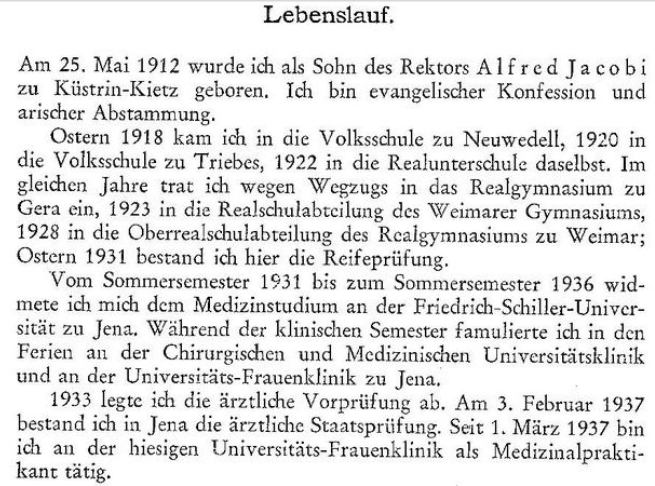
Curriculum vitae in una tesi di laurea in medicina dell'epoca nazionalsocialista (1937).

Il certificato ariano fu la prova di discendenza ariana richiesta dalle autorità statali e governative nella Germania nazista nel periodo tra il 1933 e il 1945. 
Era necessario per alcuni gruppi di persone, in particolare per membri delle SS, funzionari pubblici, medici, avvocati, accademici delle università tedesche e anche per i Volksdeutsche reinsediati e naturalizzati di recente; rappresentava la prova certificata della "pura discendenza ariana" dalla "comunità nazionale ariana".
L'esclusione dei "non ariani", soprattutto degli ebrei e dei cosiddetti "zingari", iniziò proprio con l'uso del certificato ariano, portando chi non lo possedeva alla revoca dei diritti civili e all'esclusione, nonché all'espulsione, ghettizzazione, deportazione e uccisione di massa organizzate dallo Stato nei campi di concentramento negli anni 1941-1945. Al contrario, "un inglese o uno svedese, un francese o un ceco, un polacco o un italiano... erano considerati parenti, cioè ariani".
La prova dell'origine ariana era richiesta anche dalle organizzazioni professionali, dalla Camera della Cultura del Reich per tutti gli artisti, da molte aziende e anche da alcune chiese come prerequisito per l'assunzione, nonché dal NSDAP per l'ammissione come membro del partito.

## Descrizione
Il programma dello NSDAP del 1920, articolato in 25 punti, aveva già mostrato chi sarebbe stato il principale obiettivo del razzismo nazionalsocialista: chiedeva l'espulsione di tutti gli ebrei immigrati dal 1914 e la revoca dei diritti civili per tutti gli ebrei tedeschi, ma non utilizzava i termini "ariano" e "non ariano" né escludeva le persone che non erano considerate di "sangue tedesco".
In quel periodo storico il concetto di "ariano" e persino la "prova di discendenza ariana" erano già indispensabili per superare gli esami di nobiltà dell'Associazione della nobiltà tedesca, la più grande associazione nobiliare dell'epoca, che aveva stabilito la discendenza ariana come prerequisito per l'adesione dal 1920.
La base normativa del certificato ariano era costituita dal paragrafo 3 (il cosiddetto paragrafo ariano) della Legge per il ripristino del servizio civile professionale del 7 aprile 1933, la prima legge del Reich che si fondava sui principi di razza e che allo stesso tempo dimostrava l'impossibilità e l'arbitrarietà di una definizione razziale di "ebreo" o "non ariano".
La prima ordinanza attuativa dell'11 aprile 1933 era quindi poco chiara da attuare:

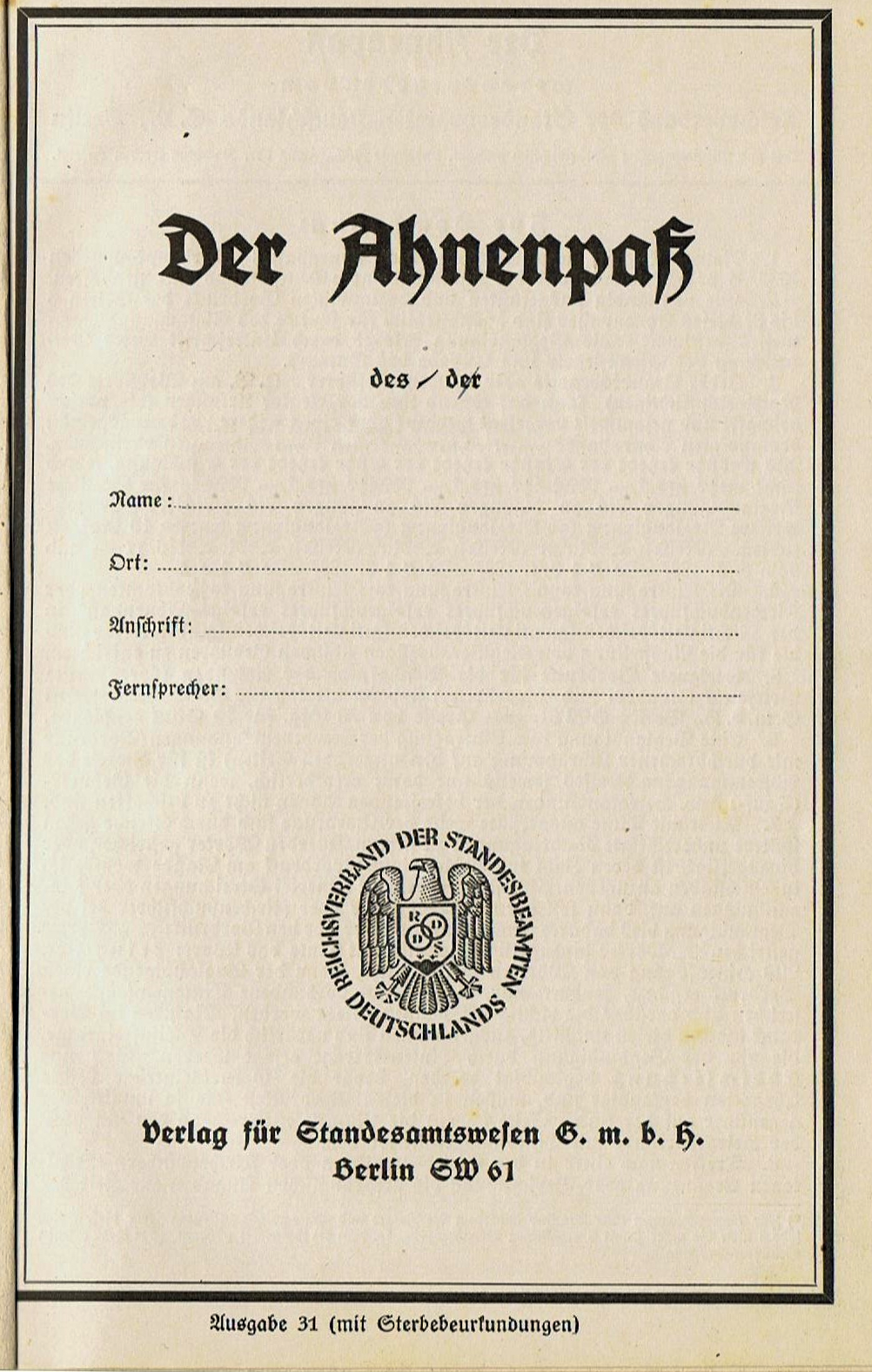
Passaporto degli antenati: Prova di ascendenza nel Terzo Reich.

In assenza di tratti somatici specifici per identificare gli ebrei, la religione ebraica fu usata come caratteristica distintiva. Solo coloro che potevano dimostrare la discendenza da nonni non ebrei erano da considerare ariani. La legge non teneva conto di chi fossero o a quale religione appartenessero i bisnonni, e questa mancanza portò a delle contraddizioni assurde: se i bisnonni ebrei facevano battezzare i loro figli con il rito cristiano, per la legge essi erano "ariani puri", altrimenti "non ariani"; se un nipote di nonni cristiani si convertiva all'ebraismo, da quel momento in poi anche i suoi figli e nipoti erano considerati "non ariani", pur con tutti gli antenati cristiani; un tedesco i cui genitori erano cristiani battezzati rimaneva un "non ariano" se anche solo uno dei nonni faceva parte della comunità ebraica.
Dunque nel Terzo Reich fu la scelta della religione a determinare l'appartenenza razziale della persona, e la legge fece aumentare il numero di persone definite "ebrei". Né l'aver vissuto in un dato paese per generazioni, né l'appartenenza a un popolo, in particolare dell'Europa settentrionale, definita come "comunità di popoli ariani", né l'aspetto, o comportamento, o raggiungimento di un obiettivo, o un tratto caratteriale, attribuiti dai razzisti agli ariani, furono sufficienti a provare la discendenza "ariana". Così la legge stessa palesava l'impossibilità di rendere la "razza" una caratteristica oggettiva e verificabile.
Il fondamento ideologico erano le teorie razziali formulate e diffuse ad esempio da Arthur de Gobineau, Karl Eugen Dühring, Houston Stewart Chamberlain, Ernst Haeckel già a partire dal 1860: queste teorie basarono il termine "ariano" sulla famiglia linguistica indoeuropea, che ha origine nella linguistica e non è riconosciuta nella scienza razziale, su una presunta razza nordica al fine di ottenere un criterio per la discriminazione, l'esclusione e l'espulsione della minoranza ebraica dal proprio gruppo etnico.

## Le prove razziali

### "Prova minima dell'origine ariana"

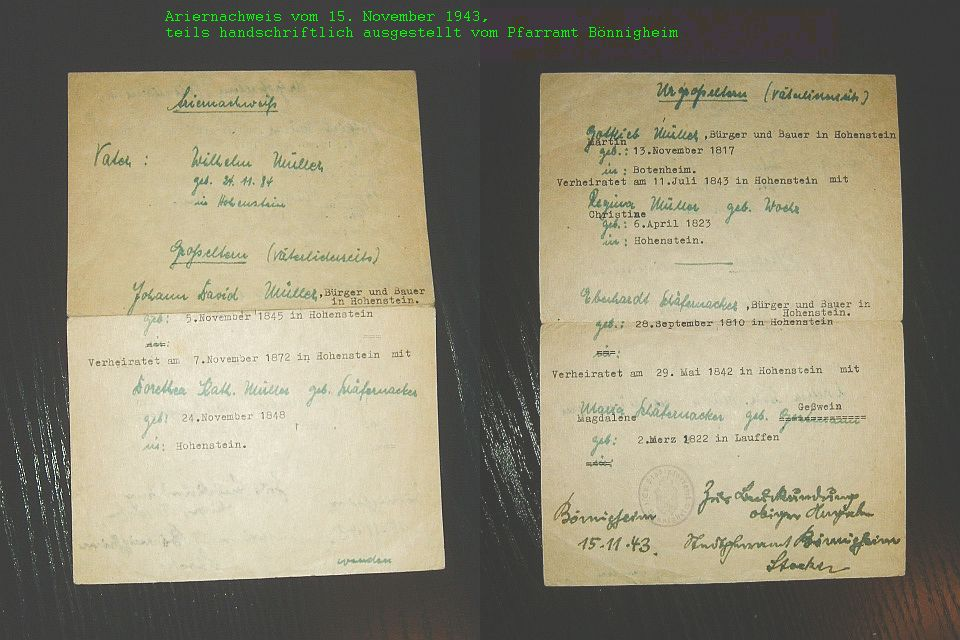
Certificato ariano (fronte e retro) del 1943.

La prova della discendenza "ariana" veniva fornita presentando sette certificati di nascita o di battesimo (cioè della persona esaminata, dei genitori e dei quattro nonni) e tre certificati di matrimonio (dei genitori e dei nonni). Questi certificati dovevano essere convalidati da parroci, cancellieri o archivisti. In alternativa, era possibile presentare un passaporto degli antenati autenticato o una tavola genealogica autenticata.
Le chiese tedesche dovevano collaborare alla verifica dei documenti: a partire dall'aprile 1933, le diocesi cattoliche e gli uffici parrocchiali protestanti fornirono alle autorità statali le informazioni contenute nei registri ecclesiastici risalenti a prima del XVIII secolo, su richiesta, su moduli stampati appositamente. Alcuni pastori, in particolare quelli appartenenti o vicini al movimento dei Cristiani tedeschi, cercarono di propria iniziativa i cristiani di origine ebraica nei loro registri di battesimo e di matrimonio per segnalarli alle autorità.
Si stima che il "paragrafo ariano" nell'estate del 1933 abbia spinto circa due milioni di dipendenti pubblici, così come decine di migliaia di avvocati, studenti, persone che esercitavavo professioni nell'ambito culturale e accademico, giornalisti, nonché gli aspiranti membri dello NSDAP, SA o SS, a cercare le prove della loro ascendenza ariana.
In caso di relazioni familiari poco chiare (figli trovatelli, nascite illegittime ed extraconiugali, tutti gli altri casi dubbi) la decisione per ogni singola situazione spettava al Reichsstelle für Sippenforschung (Ufficio del Reich per la ricerca genealogica) presso il Ministero degli Interni del Reich. Gli istituti universitari spesso fornivano pareri stilando relazioni di "biologia ereditaria e razziale".

### "Prova maggiore dell'arianizzazione"

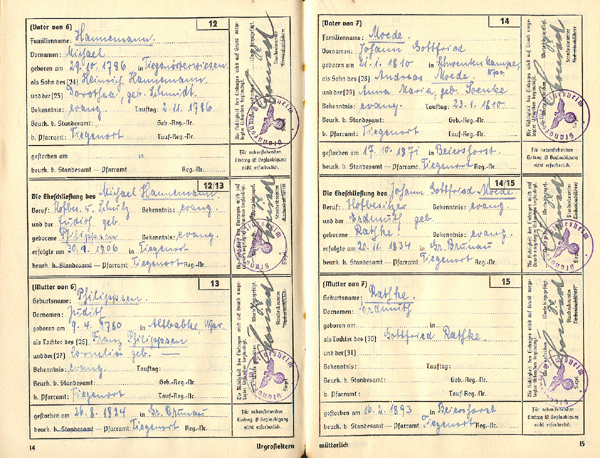
Estratto da un certificato ariano del "Reichsverband der Standesbeamten Deutschlands (RDSD)", 31ª edizione (con certificati di morte, Verlag für Standesamtswesen G.m.b.H. Berlin SW 61).

La "Legge sul patrimonio del Reich" e lo NSDAP richiedevano la prova dell'ascendenza "puramente ariana" anche per il coniuge, a partire dall'anno 1800 (per i candidati graduati delle SS addirittura dal 1750: "grande prova ariana"). Per ogni persona elencata dovevano essere inseriti nome, occupazione, religione insieme alla data di nascita e morte. L'interessato doveva occuparsi personalmente della compilazione della propria tavola genealogica, allegare i certificati di nascita, morte e matrimonio necessari e inviarli all'Ufficio centrale per la razza.
Anche in questo furono coinvolte le chiese. La Chiesa protestante di Berlino-Brandeburgo, ad esempio, compilò i propri registri alfabetici dei battesimi per il periodo dal 1800 al 1874 - fino a poco dopo la fondazione del Reich, quando gli uffici dell'anagrafe iniziarono a tenere registri simili - e tenne anche i registri speciali per diversificare i battezzati ebrei e "zingari".
La prova dell'origine ariana rappresentò anche un prerequisito per il reinsediamento dei sudtirolesi e tedeschi del Baltico nel contesto del movimento Heim-ins-Reich. A Bolzano le autorità naziste istituirono per questo scopo un registro dei clan separato, diretto dal genealogista Franz Sylvester Weber.

## Conseguenze
La prova della discendenza fu uno strumento molto efficace per gli obbiettivi della politica razziale nazionalsocialista. Chiunque non fosse in grado di fornire la prova veniva penalizzato in quasi tutti i settori della società. In questo modo il regime nazista iniziò a privare interi gruppi di popolazione, definiti come ebrei "a pieno titolo", "a metà" e "a un quarto" o altre "razze straniere", dei diritti civili garantiti dalla Costituzione di Weimar, che rimaneva formalmente valida. Nella maggior parte dei casi furono allontanati, in parte o del tutto, dall'esercizio delle loro professioni.
Con l'approvazione delle cosiddette leggi razziali di Norimberga del settembre 1935, la prova della razza divenne importante e comune per tutti i cittadini del Reich tedesco. Le ordinanze sulla legge sulla cittadinanza del Reich privarono gradualmente gli ebrei dei loro diritti e li trasformarono in cittadini di seconda classe. La legge sulla protezione del sangue proibiva anche i matrimoni tra ebrei tedeschi e non ebrei. I "certificati ariani", forniti da milioni di tedeschi, nutrirono "ricerche di clan" pseudo-scientifiche, che terminarono solo nel 1945. L'esclusione legale dei "non ariani" fu costantemente rafforzata ed estesa fino al 1945 da numerose leggi e ordinanze successive. In definitiva, il certificato ariano poteva fare la differenza tra la vita e la morte. Dal giugno 1941 in poi, gli ebrei, i sinti e i rom che erano stati esclusi furono deportati, ghettizzati e infine uccisi.

## L'uso dopo il 1945
Anche nel dopoguerra il certificato ariano è stato oggetto di controversie:
- nel 2011 l'organizzazione delle confraternite tedesche avviò una discussione sulla divisione dei membri in "tedeschi", "occidentali-europei" e "non occidentali-europei", criticata per la sua similitudine con il "certificato ariano";[12]
- nel 2013 la decisione di richiedere una prova di origine ariana per l'iscrizione alle confraternite provocò delle proteste in Austria, tanto che 37 confraternite abbandonarono l'associazione;[13]
- nel 2017 Margot Käßmann accusò la AfD di chiedere più nascite alla popolazione "autoctona", sostenendo che questo si ispirava il "piccolo paragrafo ariano" dei nazionalsocialisti.[14] Ciò portò a una controversia con i pubblicisti Henryk M. Broder e Roland Tichy e con la AfD stessa.[15] Sempre nel 2017, Ralph Weber, politico della AfD, sfruttò il concetto del piccolo certificato ariano per avanzare richieste a sostegno della politica demografica.[16]

I certificati ariani non sono stati archiviati negli Archivi federali in quanto all'epoca in cui si usavano attivamente non esisteva una registrazione centralizzata. Poiché a suo tempo il certificato ariano era un documento ufficiale grazie all'autenticazione certificata, è ancora oggi riconosciuto come documento.